# Montorfano
Montorfano ist eine norditalienische Gemeinde (comune) in der Provinz Como in der Lombardei.

## Lage und Einwohner
Die Gemeinde Montorfano liegt etwa 9 Kilometer südöstlich von der Provinzhauptstadt Como am Lago di Montorfano. Zusammen mit den beiden Fraktionen Parravicina und Urago hat die Gemeinde 2534 Einwohnern (Stand 31. Dezember 2023).
Die Nachbargemeinden sind Albese con Cassano, Alzate Brianza, Capiago Intimiano, Lipomo, Orsenigo und Tavernerio.

## Verkehr
Die frühere Staatsstraße 342 (heute eine Provinzstraße) von Bergamo nach Varese bildet die nordöstliche Gemeindegrenze.

## Sehenswürdigkeiten
- Pfarrkirche San Giovanni Evangelista (1578)[2]
- Betkapelle San Bartolomeo (1558)[3]
- Villa Barbavara (1576)[4]
- Burgruine (Castrum (Burg)) auf Monte Orfano

## Persönlichkeiten
- Libico Maraja (* 15. April 1912 in Bellinzona; † 30. Dezember 1983 in Montorfano), Illustrator, Maler

## Einzelnachweise

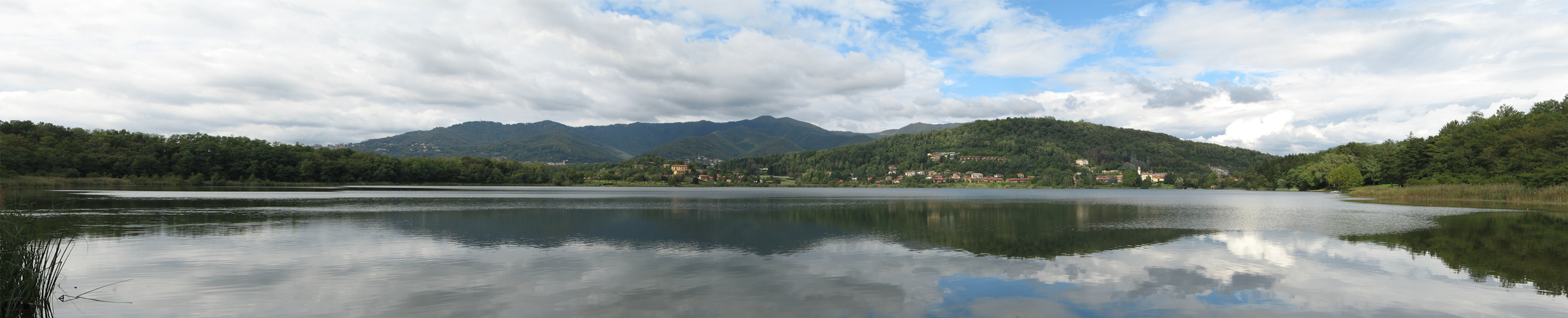
Der Lago di Montorfano

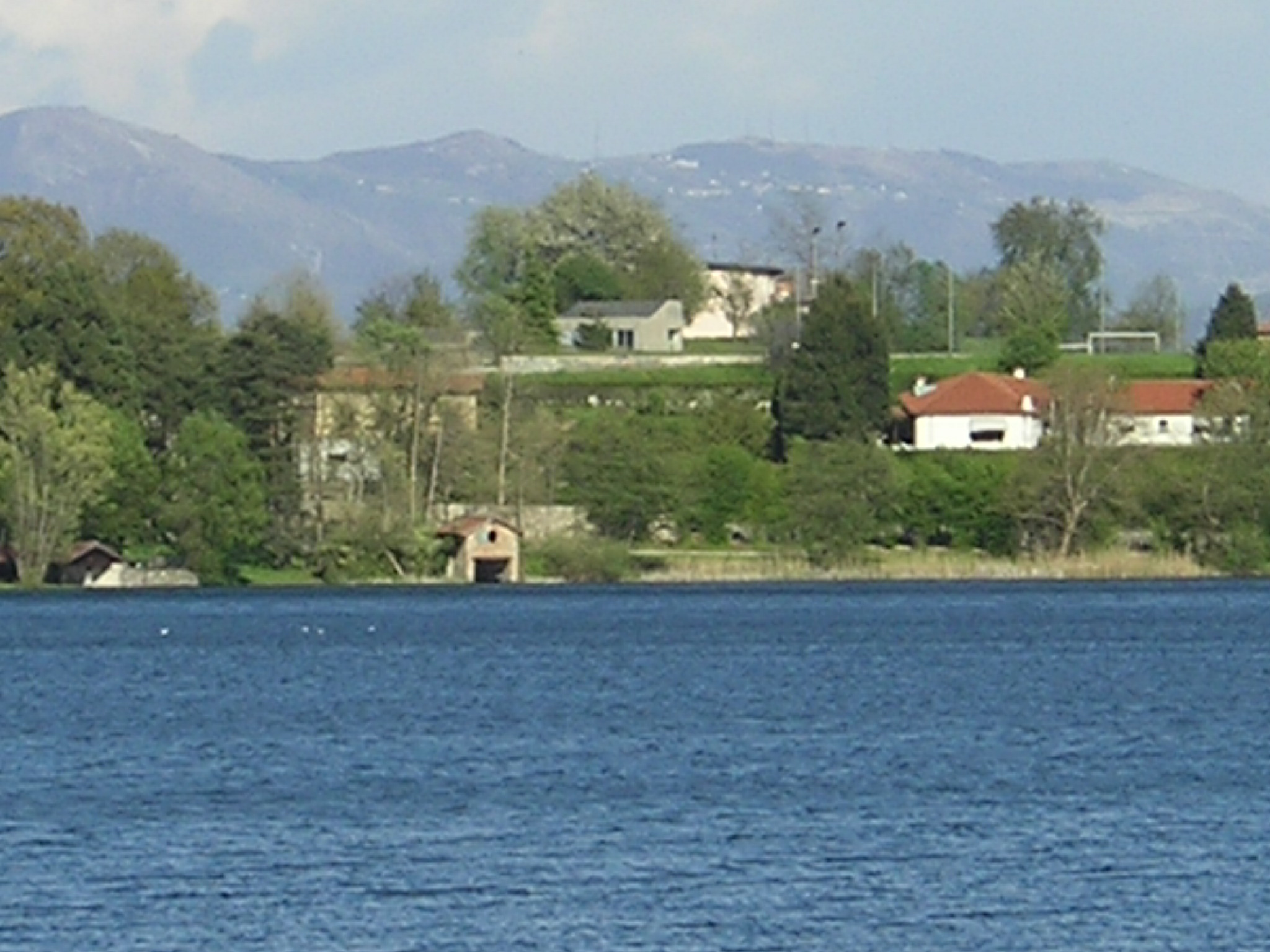
Blick auf Montorfano

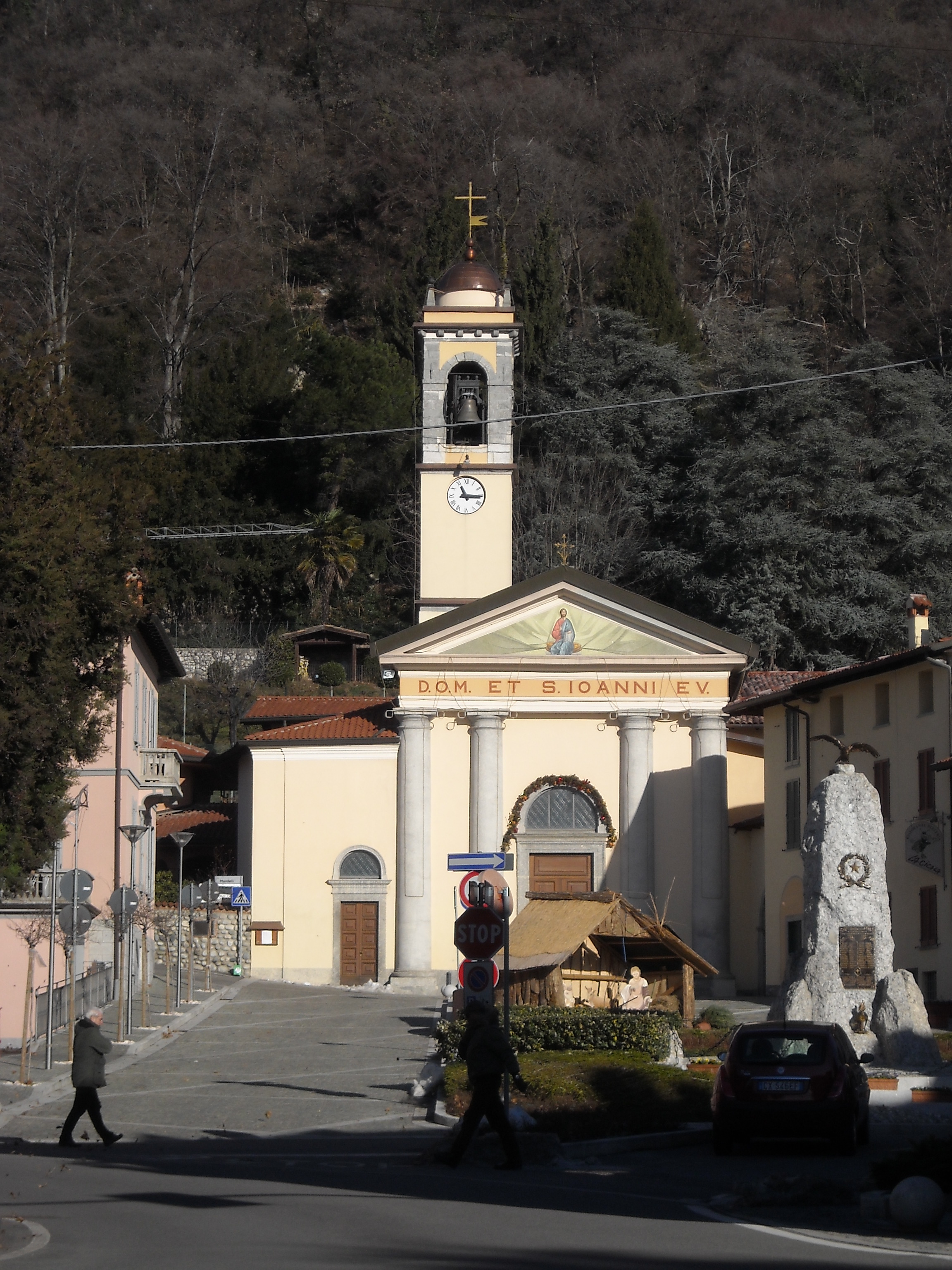
Pfarrkirche San Giovanni Evangelista und Denkmal der Gefallenen der Weltkriegen